# Tom Poti
Thomas Poti, född 22 mars 1977 i Worcester, Massachusetts, är en amerikansk före detta professionell ishockeyspelare som senast spelade i NHL-laget Washington Capitals.
Poti valdes av Edmonton Oilers i den tredje rundan som 59:e spelare totalt i 1996 års NHL-draft och debuterade i Oilers säsongen 1998–99. I mars 2002 blev Poti, tillsammans med Rem Murray, bortbytt till New York Rangers i utbyte mot Mike York och ett val i 2002 års NHL-draft.
Efter tre och en halv säsong i Rangers skrev Poti på som free agent för New York Islanders sommaren 2006. Sommaren 2007 skrev han sedan på ett kontrakt med Washington Capitals. 
Poti har en silvermedalj från OS 2002.